# Східний Бурулятуй
Східний Буруляту́й (рос. Восточный Бурулятуй) — село у складі Олов'яннинського району Забайкальського краю, Росія. Входить до складу Бурулятуйського сільського поселення.

## Історія
Село утворено 2013 року шляхом виділення із села Бурулятуй.